# Димитър Карамалаков
Димитър Костов Карамалаков е български актьор.

## Биография
Роден е на 8 ноември 1941 г. в село Васил Левски, Старозагорска област. Неговите родители Яна Илиева и Коста Карамалаков са дребни земеделски стопани. Дядо му (по майчина линия) Димитър Илиев е дълги години свещеник в същото село.
Основно образование завършва в училището на родното си село, а средно – в гр. Стара Загора във 2-ро средно училище „Гео Милев“. От 1981 година следва задочно във ВИТИЗ по специалността „Актьорско майсторство“, която през 1984 година завършва успешно.
Непосредствено преди и след отбиване на военната служба за кратко време работи като общ работник в старозагорската тютюнева фабрика „Слънце“, нередовен учител в училището на родното си село и товарач в Трудово-кооперативното земеделско стопанство на същото село.

## Кариера
Актьорската си кариера започва като актьор-кукловод в драматичния театър „Димитър Димов“ в Кърджали на 5 септември 1963 г., където работи до 1968 година. През сезона 1968 – 1969 работи също като актьор-кукловод и в Бургаския куклен театър. През 1969 – 1970 Димитър Карамалаков е приет на работа вече като драматичен актьор в Кюстендилския театър. Още два сезона (1971 – 1973) той работи като драматичен актьор и в Шуменския театър. От 1973 – 1981 е на работа в Смолянския драматичен театър. В Разградския драматичен театър е на работа също като актьор от 1981 г. до 1984 г. Най-дълго време (1984 – 2005) е актьор в Старозагорския драматичен театър „Гео Милев“. В този театър играе роли в „Милионерът“ (1993), „За мишките и хората“ (1994), „Женитба“ (1995), „Боряна“ (1997), „Азбучна молитва“ (2004) и други.
През есента на 1977 година на Димитър Карамалаков е присъдено званието „по дарование актьор“. През месец март 1985 г. Димитър Карамалаков печели втора национална награда „Чудомир“.
Димитър Карамалаков е характерен актьор, на него най-често се възлагат роли на характерни комедийни и понякога драматични персонажи.

## Филмография
- Бал на самотните (1981)